# Комп'ютинг
Комп'ютинг або комп'ютинґ (англ. Computing) — будь-який вид людської діяльності, який передбачає використання комп'ютера (засобів обчислювальної техніки). Включає в себе розробку апаратних засобів та програмного забезпечення, використання комп'ютерів для управління і обробки інформації, спілкування та розваг.
Основні сфери застосування комп'ютингу — в комп'ютерній інженерії, програмній інженерії, інформатиці, цифровому мистецтві. Комп'ютинг є критично важливим, невід'ємним компонентом сучасної промислової технології.
Комп'ютинг включає проектування, розробку та побудову апаратних і програмних систем; обробку, структурування й управління різними видами інформації; виконання наукових досліджень за допомогою комп'ютерів; створення систем комп'ютерного інтелекту; створення та використання комунікативних, розважальних медіа. Поле діяльності включає в себе інформатику, комп'ютерну інженерію, програмну інженерію, інформаційні системи та інформаційні технології.